# Sagittaria rhombifolia
Sagittaria rhombifolia är en svaltingväxtart som beskrevs av Adelbert von Chamisso. Sagittaria rhombifolia ingår i släktet pilbladssläktet, och familjen svaltingväxter. Inga underarter finns listade.